# ماهالیا ۶۵۷۶۹
سیارک ۶۵۷۶۹ (به انگلیسی: 65769 Mahalia، نامگذاری:1995EN8) شصت و پنج هزار و هفتصد و شصت و نهمین سیارک کشف شده‌است که در ۴ مارس ۱۹۹۵ کشف شد.